# Prințesa Louise a Prusiei
Prințesa Louise a Prusiei (germană Luise Marie Elisabeth), (n. 3 decembrie 1838, Berlin, Regatul Prusiei – d. 23 aprilie 1923, Baden-Baden, Republica Baden, Republica de la Weimar) a fost al doilea copil și singura fiică a împăratului Wilhelm I al Germaniei și a soției lui Augusta de Saxa-Weimar. A fost sora mai mică a regelui Frederick al III-lea al Germaniei ("Fritz") și mătușa lui Wilhelm al II-lea al Germaniei.

## Prințesă a Prusiei

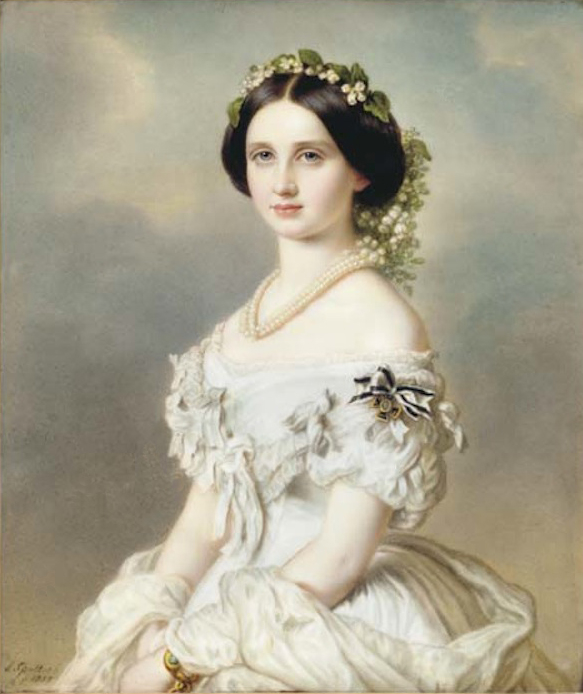
Portret de Franz Xavier Winterhalter al Louisei, Mare Ducesă de Baden, 1856.

Louise s-a născut la 3 decembrie 1838; a fost al doilea copil și singura fiică a Prințului Wilhelm al Prusiei și a soției lui, Prințesa Augusta de Saxa-Weimar-Eisenach. Părinții ei formau un cuplu nefericit și ciudat iar Louise a avut un singur frate mai mare, Prințul Frederic, care era cu șapte ani mai mare. După nașterea fiicei sale, Augusta a declarat că datoria ei pentru perpetuarea Casei de Hohenzollern s-a terminat.
În timp ce Wilhelm a arătat puțină afecțiune singurului său fiu, și-a revărsat atenția asupra fiicei sale; adesea făcea vizite neanunțate în sala unde Louise învăța și sfârșeau prin a se juca împreună pe covor. Mama și fiica nu au fost apropiate. 

## Mare Ducesă de Baden

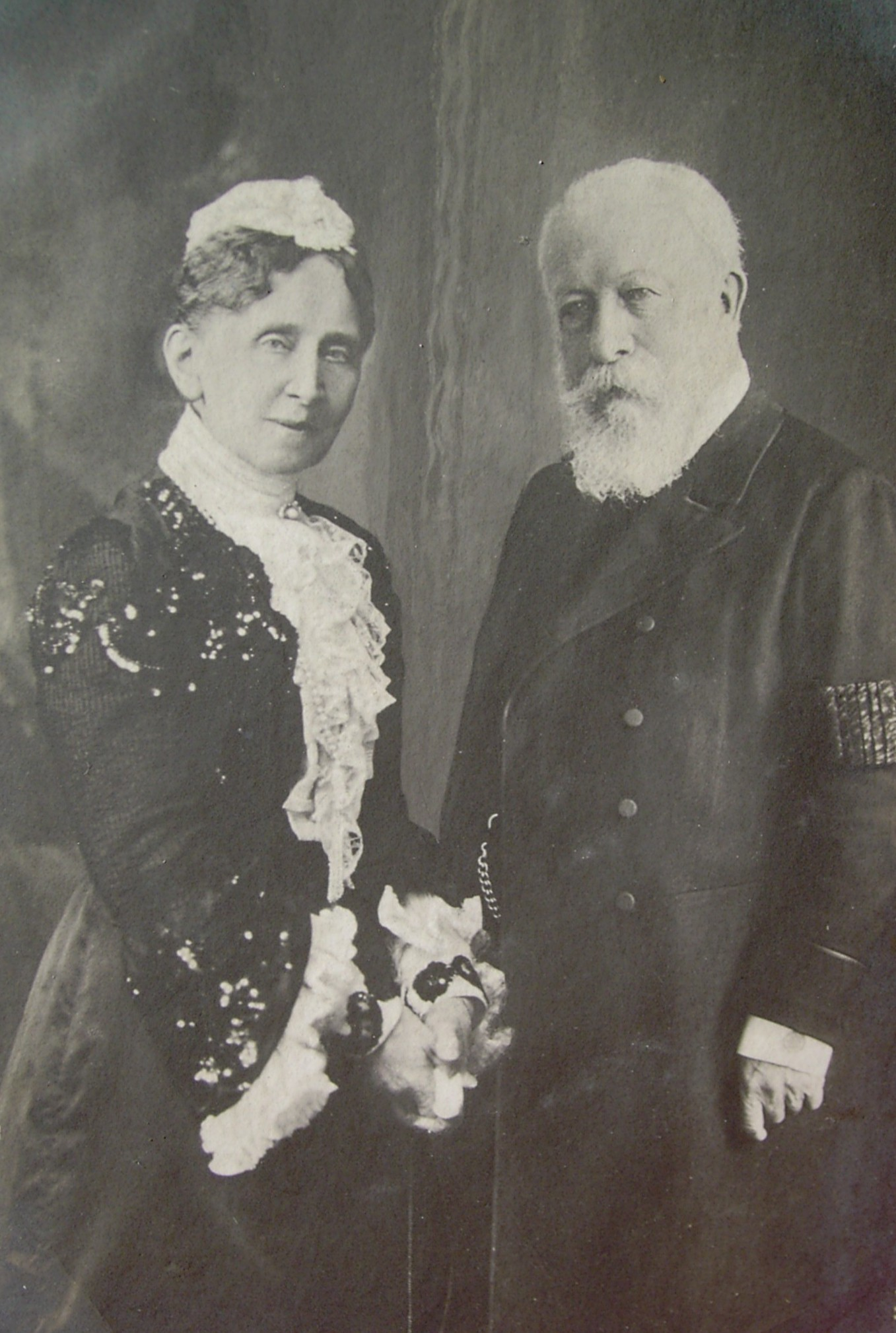
Louise, Mare Ducesă de Baden și soțul ei Frederic I, Mare Duce de Baden, c. 1906.

Louise s-a logodit cu  Frederic, Prinț Regent de Baden în 1854. Frederic era regent din cauza nebuniei fratelui său Leopold și a fost proclamat Mare Duce când doctorii au declarat că nu sunt șanse de recuperare.
Căsătoria a avut loc la 20 septembrie 1856 la Palatul Neues din Potsdam. La câteva săptămâni de la nuntă, noua Mare Ducesă era deja însărcinată cu primul ei copil, Frederic. Louise a fost o soție și o mamă fericită, scriind unei prietene "de când nu ne-am mai văzut, viața mea a devenit mult mai frumoasă, mai prețioasă pentru mine, fericirea mea este mai bogată și mai adâncă decât înainte". 
Cuplului îi displăcea rigiditatea curții Karlsruhe și evadau cu bucurie la castelul lor de pe insula Mainau. Ei erau populari în Baden și toată lumea din Konstanz, unde Louise și Frederic aveau reședința de vară, vorbea cu mândrie afectoasă de ei.
Louise a fost prietenă bună cu Alice, Mare Ducesă de Hesse, sora mai mică a cumnatei ei. Cele două se vizitau adesea. În scrisorile sale, regina Victoria se referea adesea la ei cu plăcere și simpatie ca bunii Fritz și Louise de Baden. Deși ca fete Louise a fost prietenă cu cumnata ei Victoria, Prințesă Regală ("Vicky") între ele a existat o rivalitate nu prea prietenoasă în special când își comparau copiii: în timp ce fiul cel mare al Victoriei, Prințul Moștenitor Wilhelm, s-a născut cu un braț deformat, se pare că Louise nu a putut rezista să se laude că cei trei copii ai ei erau mai sănătoși și mai mari la aceeași vârstă. Louise era afectuoasă cu nepotul ei iar Vicky i-a scris mamei sale că Marea Ducesă "l-a răsfățat îngrozitor de mult". De multe ori l-a sprijin împotriva părinților săi și strânsa relație cu Wilhelm a continuat și la maturitate iar el va scrie mai târziu în memoriile sale că Louise "poseda o capacitate politică considerabilă și era organizată; ea a înțeles excelent cum să pună oamenii potriviți în locul potrivit și cum să folosească puterea lor pentru beneficiul general". 
Relația dintre Louise și Vicky s-a distanțat și mai mult când Louise a vrut ca fiul ei Prințul Moștenitor Frederic să se căsătorească cu nepoata lui Vicky, Prințesa Elisabeta de Hesse și de Rin. Prințesa s-a căsătorit cu Marele Duce Serghei Alexandrovici al Rusiei și Louise a simțit că familia ei a fost umilită.
Războiul austro-prusac a provocat tensiuni între Baden și Prusia, cum Baden, în ciuda conexiunile lor familiale strânse, a ales să-i sprijine pe austrieci. După război, Baden nu a fost inclus pe lista statelor obligate să plătească despăgubiri excesive Prusiei. Puternicul cancelar anti-catolic al tatălui ei, Otto von Bismarck, a displacut totuși Badenul, acesta fiind unul dintre statele catolice cele mai importante din Germania; el a văzut religia ducatului ca o amenințare la adresa stabilității noului Imperiu german.
Datorită statutului de Mare Ducesă, Louise a fost foarte implicată în organizații caritabile ale ducatului, în mod special asupra problemelor femeilor. Louise a menținut corespondență cu Florence Nightingale și a avut o prietenie lungă cu Clara Barton, pe care a întâlnit-o în timpul Războiului franco-prusac. Ele au organizat spitale militare și au ajutat la dezvoltarea fabricilor de cusut pentru femei pentru a ajuta la efortul de război; la sugestia Louisei, Barton a primit Crucea de Fier de Merit după război de la recent încoronatul împărat Wilhelm.
În ciuda vârstei înaintate, Louise a fost prezentă pentru a-i întâmpina pe soldații germani răniți, la întoarcerea acestora în Germania din lagărele de prizonieri franceze.
În doar doi ani, patru membri apropiați ai familiei Louisei au murit: tatăl ei, fratele, fiul cel mic și mama ei. Vicky, acum împărăteasa văduvă, a convins-o pe mama ei să-i confere Ordinul regal Victoria și Albert, clasa întâi.
Soțul ei a murit la 28 septembrie 1907 și fiul lor cel mare i-a succedat ca Frederic al II-lea. În același an, singura lor fiică Victoria a succedat ca regină consort a Suediei. Louise a trăit să vadă ducatul ei absorbit în noi state ale Germaniei după Revoluția din 1918-19 care a avut loc la sfârșitul Primului Război Mondial. Noul guvern republican i-a acordat permisiunea să trăiască pentru restul vieții retrasă la Baden-Baden, unde a murit la 24 aprilie 1923, la vârsta de 84 de ani.

### Copiii
Frederic și Louise au avut trei copii:
- Marele Duce Frederick al II-lea de Baden (9 iulie 1857 - 9 august 1928); căsătorit cu Prințesa Hilda de Luxembourg; fără moștenitori.
- Regina Victoria a Suediei (7 august 1862 - 4 aprilie 1930); căsătorită cu regele Gustav al V-lea al Suediei, au avut moștenitori.
- Prințul Ludwig de Baden (12 iunie 1865 - 23 februarie 1888); a murit necăsătorit, fără moștenitori.